# Костюченко Леонід Михайлович
Леоні́д Миха́йлович Костюче́нко (нар. 14 вересня 1955, село Ягідне, Дніпропетровська область) — український політик, громадський діяч. Голова ради, президент Асоціації міжнародних автомобільних перевізників України, заступник голови Федерації роботодавців транспорту України з питань міжнародних перевезень пасажирів та вантажів. Міністр транспорту України (1999—2001), Заслужений працівник транспорту України, Народний депутат України другого скликання.

## Освіта
Дніпропетровський інститут інженерів залізничного транспорту (1978), інженер-електромеханік. Харківський автомобільно-дорожній інститут (1993), інженер-економіст.
Кандидат технічних наук. Дисертація «Удосконалення ходових частин рухомого складу комбінованого транспорту» (Східноукраїнський державний університет, 2000).
Академік транспортної академії України.
Автор багатьох наукових та науково-практичних видань у сфері транспорту, у галузі міжнародних автомобільних перевезень.

## Трудова діяльність
- 1972—1973 — слюсар Дніпропетровського тепловозоремонтного заводу.
- 1973—1978 — студент Дніпропетровського інституту інженерів залізничного транспорту.
- 1978—1980 — майстер, технолог, 1980—1982 — секретар комсомольської організації Дніпропетровського тепловозоремонтного заводу.
- 1982—1987 — заступник директора, директор молодіжного табору «Джерело».
- 1987—1990 — заступник директора автобази № 2 міста Дніпропетровськ.
- З 1990 — голова Індустріальної райради і виконкому міста Дніпропетровська.
- Січень 1996 — червень 1997 — заступник Міністра[2][3], червень 1997 — жовтень 1999 — перший заступник Міністра транспорту України[4][5], 5 жовтня 1999 — 29 травня 2001 — Міністр транспорту України[6][7]; член Урядового комітету економічного розвитку (з 17 лютого 2000).

Народний депутат України 2-го скликання з квітня 1994 (2-й тур) до квітня 1998, Індустріальний виборчій округ № 77, Дніпропетровська область, висунутий трудовим колективом. Голова підкомітету з питань транспорту і зв'язку Комітету з питань паливно-енергетичного комплексу, транспорту і зв'язку. Член групи МДГ (до цього — групи «Єдність»). На час виборів: голова ради і виконкому Індустріальної райради народних депутатів міста Дніпропетровська.
Член Ради підприємців при Кабінеті Міністрів України України (квітень 2004 — травень 2005).
19 травня 2011 року обраний Головою Громадської ради при Міністерстві інфраструктури України.
На виборах до Верховної ради 2012 року кандидат у народні депутати у окрузі № 24.

## Нагороди
Нагороджений Почесною Грамотою Кабінету Міністрів України, орденом «За заслуги» ІІІ (червень 2007), II (серпень 2010) ступенів.
- Орден «За заслуги» I ступеня[12]

## Родина
Українець. Батько Михайло Тихонович (1932), мати Лідія Василівна (1933). Дружина Людмила Григорівна (1955). Дочка Катерина (1978).